# برنامه‌سازی تکاملی
برنامه سازی تکاملی (به انگلیسی: Evolutionary programming)، یکی از چهار الگوی الگوریتم‌های تکاملی است. برنامه سازی تکاملی در زمینه بهینه‌سازی توابع پیوسته، بدون استفاده از عمل نو ترکیبی (Recombination) کاربرد دارد.